# تلمبه معصوم حسینی
تلمبه معصوم حسینی یک منطقهٔ مسکونی در ایران است که در دهستان قلعه بیابان واقع شده‌است. تلمبه معصوم حسینی ۱۹ نفر جمعیت دارد.